# Sherlock (cráter)

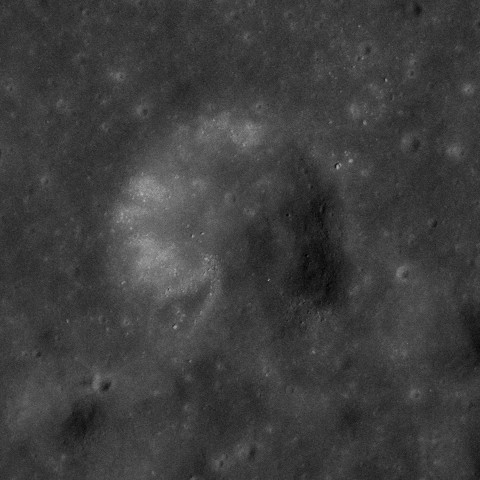
Imagen panorámica desde el Apolo 17

Sherlock es un pequeño cráter lunar situado en el valle Taurus-Littrow. Los astronautas Eugene Cernan y Harrison Schmitt llevaron su rover al norte del cráter en 1972, durante la misión del Apolo 17.
El cráter está aproximadamente a 1 km al este del lugar de aterrizaje del Apolo 17. Al sur se encuentra el cráter Steno y al norte Van Serg y Shakespeare.

## Denominación

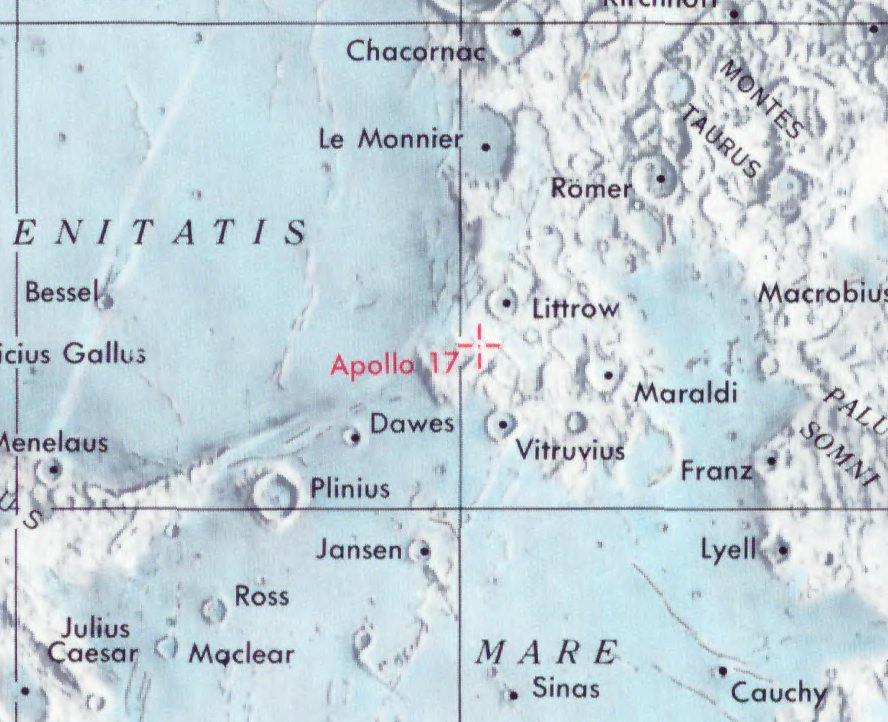
Localización del lugar de aterrizaje del Apolo 17

El cráter fue nombrado por los astronautas en referencia a Sherlock Holmes, el detective protagonista de los relatos de Sir Arthur Conan Doyle. La denominación tiene su origen en los topónimos utilizados en la hoja a escala 1/50.000 del Lunar Topophotomap con la referencia "43D1S1 Apollo 17 Landing Area".